# Singapore Airlines Cargo
Singapore Airlines Cargo (часто сокращается как SIA Cargo) — сингапурская грузовая авиакомпания, дочерняя авиакомпания национального авиаперевозчика Сингапура Singapore Airlines, начавшая выполнение полётов под собственным кодом и брендом в 2001 году. Располагает флотом из 8 грузовых самолётов Boeing 747-400, а также организует перевозку грузов на самолётах материнской компании и бюджетного авиаперевозчика Scoot. Базируется в международном аэропорту Чанги, где владеет двумя грузовыми терминалами и складом общей пропускной способностью 1 200 000 тонн груза в год.
С момента основания SIA Cargo входит в грузовой авиационный альянс WOW. Также авиакомпания имеет доли в Great Wall Airlines (25 %) и в China Cargo Airlines (16 %).

## История
SIA Cargo была создана в июле 1992 года как грузовое подразделение Сингапурских авиалиний, однако лишь в июле 2001 года она стала полноценной дочерней компанией и стала выполнять все грузовые рейсы Singapore Airlines. Изначально перевозки выполнялись на взятых в лизинг у материнской компании грузовых самолётах, а также в багажных отсеках пассажирских самолётов. Через несколько месяцев, в октябре 2001 года авиакомпания вместе с Lufthansa Cargo и SAS Cargo Group основала грузовой авиационный альянс WOW.

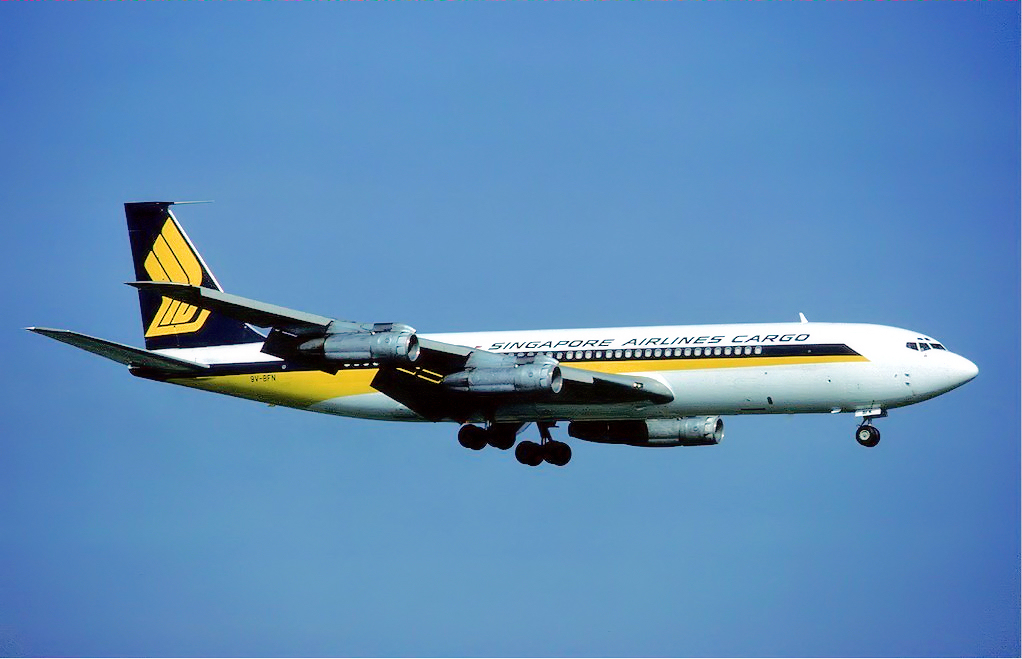
Boeing 707-300C Singapore Airlines Cargo в аэропорту Цюриха

31 октября 2001 года авиакомпания открыла свои первые кругосветные рейсы: из Сингапура через Гонконг, Даллас, Чикаго, Брюссель, Шарджу обратно в Сингапур, а также из Сингапура через Гонконг, Даллас, Чикаго, Брюссель, Мумбаи в Сингапур. 22 мая 2003 года Singapore Airlines Cargo стала первой иностранной авиакомпанией, начавшей прямые полёты из Китая в США.
В 2002 году на церемонии наград Азиатской Грузовой Индустрии (англ.  Asian Freight Industry Awards (AFIA)) авиакомпания была названа лучшим грузовым авиаперевозчиком Азии и лучшим международным грузовым авиаперевозчиком. Эти статусы SIA Cargo удерживала 5 лет подряд, до 2007 года.

## Обвинения в фиксировании тарифов
За всё время существования авиакомпания неоднократно обвинялась в фиксировании тарифов:
- В декабре 2008 года Австралийская комиссия по вопросам конкуренции и защиты потребителей выдвинула против авиакомпании обвинение в умышленном фиксировании топливных сборов и сборов за безопасность почты и грузов, отправляемых в Австралию. Singapore Airlines Cargo стала третьей авиакомпанией, обвинённой в фиксировании тарифов на грузоперевозки[7].

- В мае 2010 года Комиссия по справедливой торговле республики Корея оштрафовала авиакомпанию за соучастие в фиксировании и увеличении топливных сборов в течение 7 лет[8]. Впоследствии авиакомпания обжаловала это решение[9].

- В ноябре 2010 года авиакомпания была оштрафована Европейской комиссией на €74,8 млн за участие в картели вместе с 10 другими авиаперевозчиками. Комиссия выяснила, что у нескольких авиакомпаний, в том числе Air Canada, Air France, British Airways, Qantas и Japan Airlines были фиксированные тарифы на грузоперевозки в течение 6 лет. Singapore Airlines Cargo объявила о своём намерении обжаловать решение комиссии.

- 30 ноября 2010 года Singapore Airlines Cargo признала свою вину в участии в сговоре с целью фиксирования тарифов на грузоперевозки в США с февраля 2002 года до февраля 2006 года. Авиакомпания выплатила два штрафа: один в $48 млн в 2010 году и второй в $78,5 млн в декабре 2013 года[10][11].

## Флот

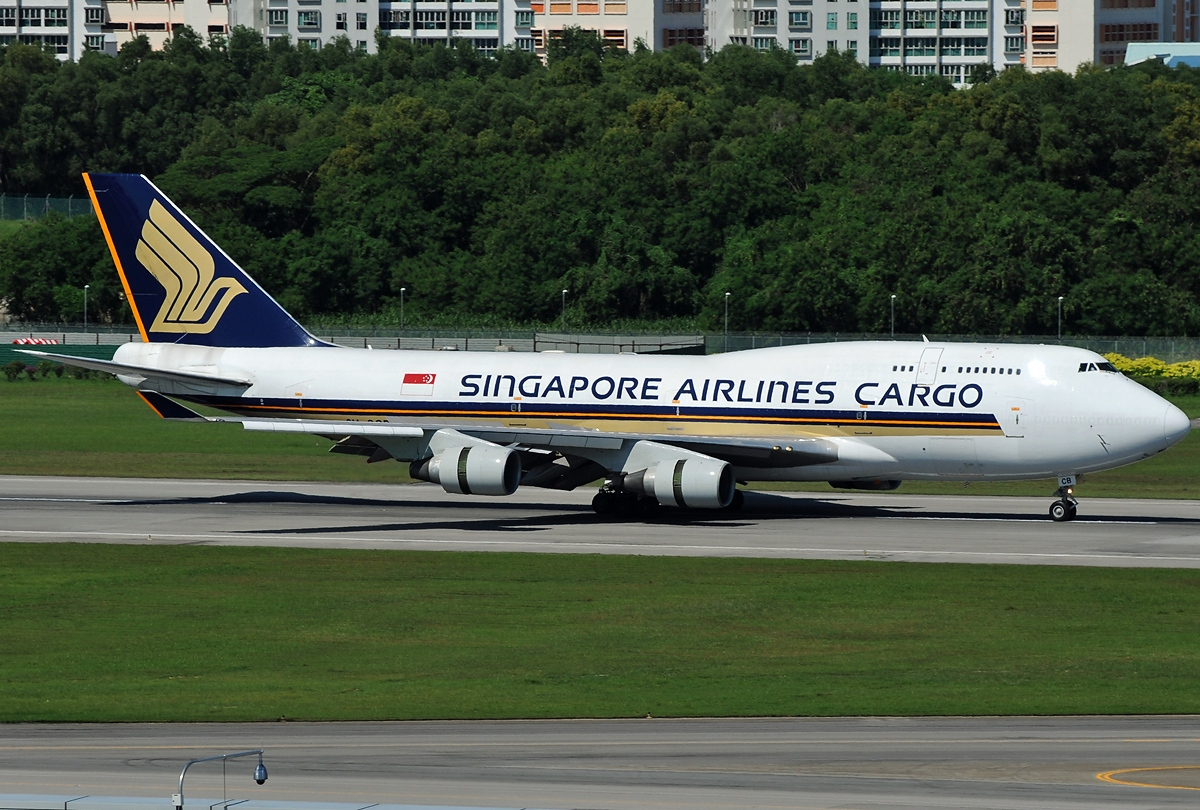
Boeing 747-400BCF авиакомпании SIA Cargo

В 2001 году все 9 имевшихся у Сингапурских Авиалиний грузовых Boeing 747-400F были переведены в состав флота SIA Cargo; также на грузовое подразделение были переоформлены заказы на новые грузовые самолёты. Из-за финансового кризиса в конце 2000-х и падения рынка грузоперевозок часть самолётов Singapore Airlines Cargo была отправлена на хранение в Аэропорт Викторвилль, Калифорния.

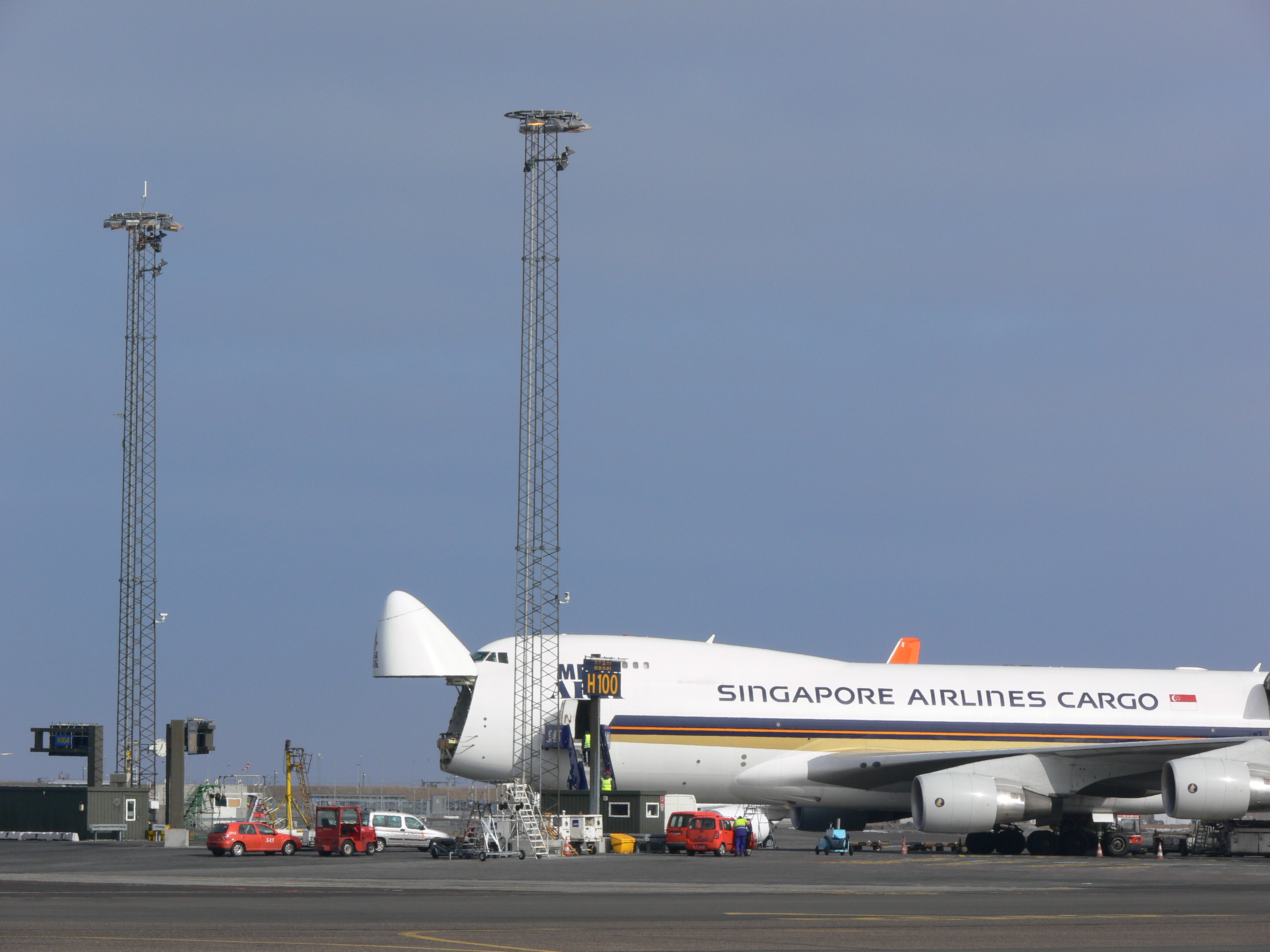
Загрузка Boeing 747 авиакомпании через носовую дверь

По состоянию на сентябрь 2018 года Singapore Airlines Cargo эксплуатировала 7 Boeing 747-400F.До сентября 2014 года в эксплуатации также находились два Boeing 747-400BCF, которые впоследствии были проданы авиакомпании Delta Air Lines.
Несмотря на большую экономичность и грузоподъёмность более новой модели Boeing 747-8F, у авиакомпании нет планов по её приобретению. В дополнение к собственному флоту SIA Cargo также использует самолёты авиакомпании Scoot для транспортировки грузов массой от 9 до 23 тонн.

## Ключевые показатели операционной деятельности
| Год\Показатель    | Перевезено грузов и почты | Грузооборот          | Общая пропускная способность | Коэффициент загрузки провозных ёмкостей | Прибыльность грузоперевозок | Коэффициент загрузки, при котором грузоперевозка безубыточна |
| ----------------- | ------------------------- | -------------------- | ---------------------------- | --------------------------------------- | --------------------------- | ------------------------------------------------------------ |
| Единица измерения | тыс. тонн                 | млн тонно-километров | млн тонно-километров         | %                                       | центов на тонно-километр    | %                                                            |
| 2001 — 2002 гг.   | 938,5                     | 5 954,3              | 8 950,3                      | 67,5                                    | 32,2                        | 72,0                                                         |
| 2002 — 2003 гг.   | 1 043,2                   | 6 835,3              | 9 927,1                      | 69,6                                    | 34,2                        | 69,9                                                         |
| 2003 — 2004 гг.   | 1 050,9                   | 6 749,4              | 10 156,5                     | 66,5                                    | 33,1                        | 62,2                                                         |
| 2004 — 2005 гг.   | 1 149,5                   | 7 333,2              | 11 544,1                     | 63,5                                    | 35,9                        | 59,3                                                         |
| 2005 — 2006 гг.   | 1 248,5                   | 7 874,4              | 12 378,9                     | 63,6                                    | 38,6                        | 60,9                                                         |
| 2006 — 2007 гг.   | 1 284,9                   | 7 995,6              | 12 889,8                     | 62,0                                    | 38,4                        | 63,8                                                         |
| 2007 — 2008 гг.   | 1 308,0                   | 7 959,2              | 12 787,8                     | 62,2                                    | 38,7                        | 62,2                                                         |
| 2008 — 2009 гг.   | 1 219,5                   | 7 229,3              | 12 292,5                     | 59,4                                    | 38,2                        | 65,2                                                         |
| 2009 — 2010 гг.   | 1 122,4                   | 6 659,1              | 10 510,1                     | 63,4                                    | 32,0                        | 68,4                                                         |
| 2010 — 2011 гг.   | 1 156,4                   | 7 174,0              | 11 208,5                     | 64,0                                    | 36,2                        | 61,6                                                         |
| 2011 — 2012 гг.   | 1 205,8                   | 7 198,2              | 11 286,5                     | 63,8                                    | 34,9                        | 68,5                                                         |
| 2012 — 2013 гг.   | 1 144,6                   | 6 763,6              | 10 661,0                     | 63,4                                    | 33,4                        | 69,5                                                         |
| 2013 — 2014 гг.   | 1 117,8                   | 6 419,3              | 10 273,6                     | 62,5                                    | 32,7                        | 67,0                                                         |
| 2014 — 2015 гг.   | 1 124,0                   | 6 347,2              | 10 024,9                     | 63,3                                    | 32,8                        | 65,0                                                         |

### Комментарии
1. ↑  Здесь и далее имеется в виду финансовый год, начинающийся 1 апреля и заканчивающийся 31 марта следующего календарного года.